# Bouquemaison
Bouquemaison est une commune française située dans le département de la Somme en région Hauts-de-France.

## Géographie

### Localisation
Bouquemaison est un village picard de l'Amiénois, à proximité du Ponthieu, du Ternois et de l'Artois. Il est situé aux confins de la Somme avec le Pas-de-Calais.
Limitrophe de Doullens, Bouquemaison est situé à 8 km au sud de Frévent, 33 km au sud-ouest d'Arras, 35 km au nord d'Amiens et à 38 km au nord-est d'Abbeville à vol d'oiseau.
Le territoire de la commune est limitrophe de ceux de sept communes.
Les communes limitrophes sont Bonnières, Rebreuve-sur-Canche, Le Souich, Doullens, Grouches-Luchuel, Lucheux et Neuvillette.

### Géologie et relief, hydrographie
Sa superficie est de 7,15 km2 avec une altitude variant de 95 m à 159 mètres.

### Hydrographie
La commune est située dans le bassin Artois-Picardie. Elle n'est drainée par aucun cours d'eau.

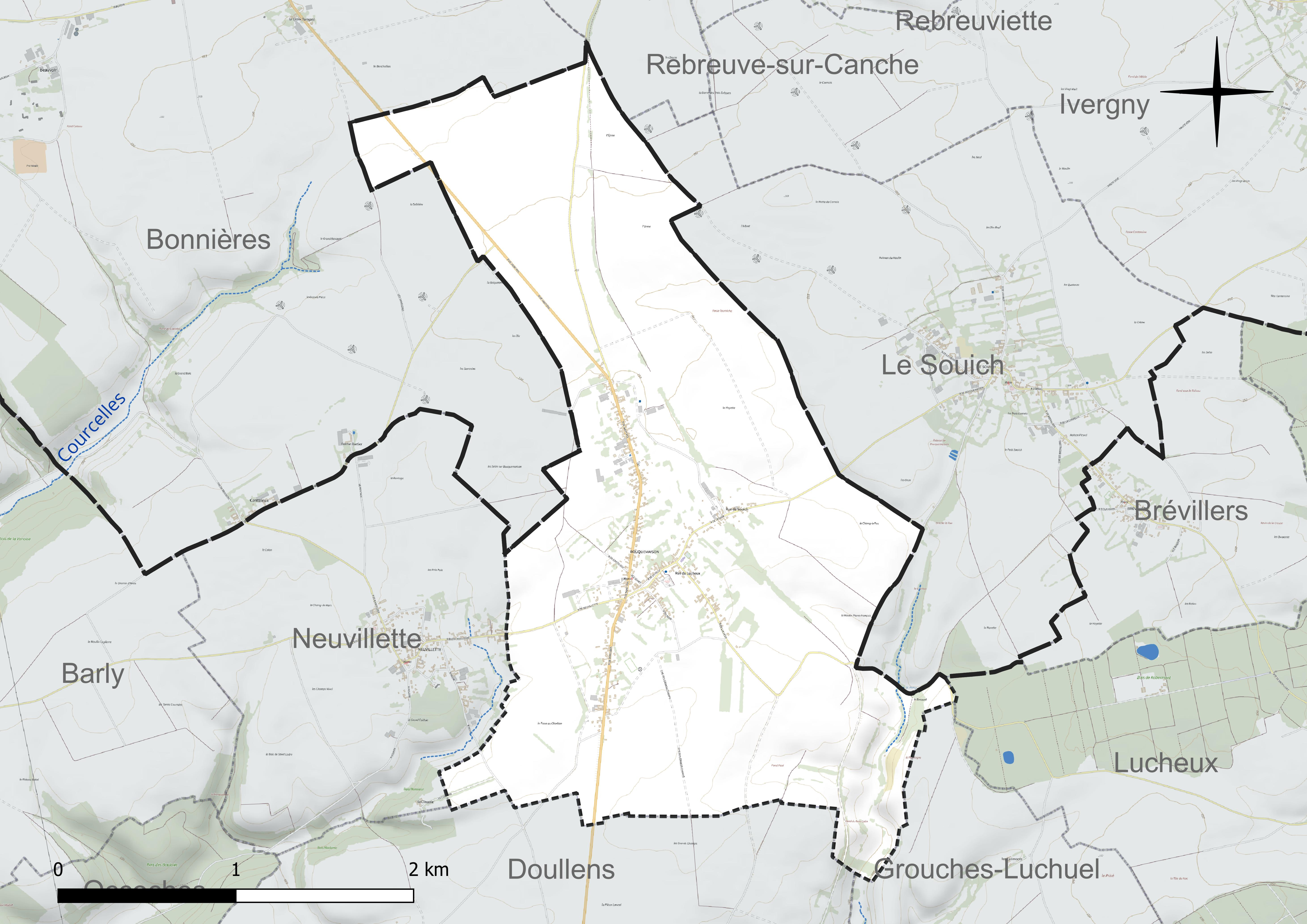
Réseau hydrographique de Bouquemaison.

### Climat
Pour des articles plus généraux, voir Climat des Hauts-de-France et Climat de la Somme.
En 2010, le climat de la commune est de type climat des marges montargnardes, selon une étude du CNRS s'appuyant sur une série de données couvrant la période 1971-2000. En 2020, Météo-France publie une typologie des climats de la France métropolitaine dans laquelle la commune est exposée à un climat océanique et est dans la région climatique Côtes de la Manche orientale, caractérisée par un faible ensoleillement (1 550 h/an) ; forte humidité de l'air (plus de 20 h/jour avec humidité relative > 80 % en hiver), vents forts fréquents.
Pour la période 1971-2000, la température annuelle moyenne est de 10 °C, avec une amplitude thermique annuelle de 14 °C. Le cumul annuel moyen de précipitations est de 886 mm, avec 12,7 jours de précipitations en janvier et 9,6 jours en juillet. Pour la période 1991-2020, la température moyenne annuelle observée sur la station météorologique la plus proche, située sur la commune de Saulty à 14 km à vol d'oiseau, est de 10,4 °C et le cumul annuel moyen de précipitations est de 899,7 mm,. Pour l'avenir, les paramètres climatiques de la commune estimés pour 2050 selon différents scénarios d'émission de gaz à effet de serre sont consultables sur un site dédié publié par Météo-France en novembre 2022.

### Voies de communications et transports
La localité est desservie par le tracé initial de l'ex-RN 16 (actuelle RD 916) reliant Paris à Dunkerque.

## Urbanisme

### Typologie
Au 1er janvier 2024, Bouquemaison est catégorisée commune rurale à habitat dispersé, selon la nouvelle grille communale de densité à sept niveaux définie par l'Insee en 2022.
Elle est située hors unité urbaine. Par ailleurs la commune fait partie de l'aire d'attraction d'Amiens, dont elle est une commune de la couronne,. Cette aire, qui regroupe 369 communes, est catégorisée dans les aires de 200 000 à moins de 700 000 habitants,.

### Occupation des sols
L'occupation des sols de la commune, telle qu'elle ressort de la base de données européenne d'occupation biophysique des sols Corine Land Cover (CLC), est marquée par l'importance des territoires agricoles (92,7 % en 2018), une proportion identique à celle de 1990 (92,7 %). La répartition détaillée en 2018 est la suivante : 
terres arables (70,3 %), prairies (22,4 %), zones urbanisées (7,2 %). L'évolution de l'occupation des sols de la commune et de ses infrastructures peut être observée sur les différentes représentations cartographiques du territoire : la carte de Cassini (XVIIIe siècle), la carte d'état-major (1820-1866) et les cartes ou photos aériennes de l'IGN pour la période actuelle (1950 à aujourd'hui).

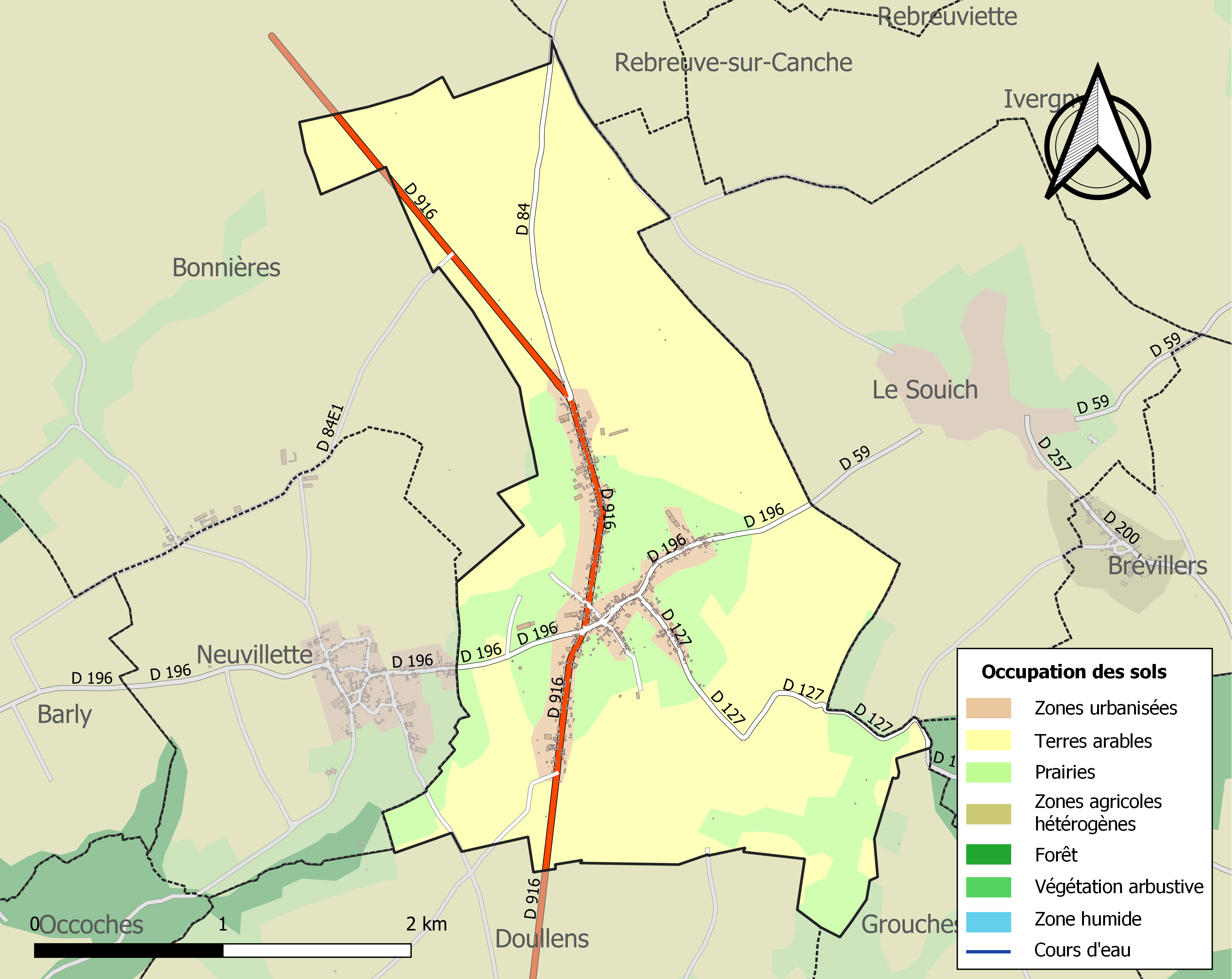
Carte des infrastructures et de l'occupation des sols de la commune en 2018 (CLC).

## Toponymie
Le nom de la localité est attesté sous les formes Villa Bucci ; Bukemaison en 1161 ; Boukemaisons en 1301 ; Bocquemaison en 13.. ; Boucquemaison en 1372 ; Bonguemaison en 1648 ; Boucquemaisons en 1567 ; Bouquemaison en 1743 ; Bouque-Maison en 1801

## Histoire
La commune était desservie, au début du XXe siècle par la ligne de Saint-Roch à Frévent.
Pendant la Première Guerre mondiale, Bouquemaison était située à l'arrière du front d'Artois et de la Somme. Des troupes françaises sont passées par la commune. Y ont séjourné des soldats relevés du front et envoyés à l'arrière pour récupérer, reconstituer les unités etc., par exemple au début de juillet 1915.
Le 11 juillet 1915, le général Joffre est venu procéder au nord de Bouquemaison, sur la route de Doullens à Frévent, à une remise de décorations après une prise d'armes. Ont participé à la cérémonie plusieurs troupes d'infanterie : l'état-major des 11e et 39e divisions d'infanterie, les 21e et 77e brigades d'infanterie, deux bataillons  de chacun des 79e et 153e régiments d'infanterie.

## Politique et administration

### Rattachements administratifs et électoraux
Rattachements administratifs
La commune se trouve depuis 1926 dans l'arrondissement d'Amiens du département de la Somme.
Elle faisait partie depuis 1801 du canton de Doullens. Dans le cadre du redécoupage cantonal de 2014 en France, cette circonscription administrative territoriale a disparu, et le canton n'est plus qu'une circonscription électorale.
Rattachements électoraux
Pour les élections départementales, la commune fait partie depuis 2014 d'un nouveau canton de Doullens
Pour l'élection des députés, elle fait partie de la quatrième circonscription de la Somme .

### Intercommunalité
Bouquemaison était membre de la communauté de communes du Doullennais, un établissement public de coopération intercommunale (EPCI) à fiscalité propre créé fin 1992 et auquel la commune avait transféré un certain nombre de ses compétences, dans les conditions déterminées par le code général des collectivités territoriales.
Dans le cadre des dispositions de la loi portant nouvelle organisation territoriale de la République du 7 août 2015, qui prévoit que les établissements publics de coopération intercommunale (EPCI) à fiscalité propre doivent avoir un minimum de 15 000 habitants, cette intercommunalité a fusionné avec ses voisines pour former, le 1er janvier 2017, la communauté de communes du Territoire Nord Picardie dont est désormais membre la commune.

### Liste des maires
| Période                                  | Période      | Identité          | Étiquette | Qualité                                            |
| ---------------------------------------- | ------------ | ----------------- | --------- | -------------------------------------------------- |
| Les données manquantes sont à compléter. |              |                   |           |                                                    |
| mars 2001                                | avril 2014   | Christiane Ladent | DVG       |                                                    |
| avril 2014                               | février 2024 | Daniel Caron      |           | Réélu pour le mandat 2020-2026 Décédé en fonctions |

### Politique de développement durable
L'intercommunalité souhaite acheter l'emprise des anciennes voies ferrées du secteur afin de les aménager en chemins de promenade accessibles pour les randonneurs et cyclistes

## Population et société

### Démographie
Le nom des habitants (gentilés) est les Bouquemaisonnais et les Bouquemaisonnaises.
L'évolution du nombre d'habitants est connue à travers les recensements de la population effectués dans la commune depuis 1793. Pour les communes de moins de 10 000 habitants, une enquête de recensement portant sur toute la population est réalisée tous les cinq ans, les populations de référence des années intermédiaires étant quant à elles estimées par interpolation ou extrapolation. Pour la commune, le premier recensement exhaustif entrant dans le cadre du nouveau dispositif a été réalisé en 2006.

En 2022, la commune comptait 496 habitants, en évolution de −1,98 % par rapport à 2016 (Somme : −1,26 %, France hors Mayotte : +2,11 %).
| 1793  | 1800 | 1806  | 1821  | 1831  | 1836  | 1841  | 1846  | 1851  |
| ----- | ---- | ----- | ----- | ----- | ----- | ----- | ----- | ----- |
| 1 000 | 930  | 1 015 | 1 071 | 1 126 | 1 093 | 1 059 | 1 058 | 1 096 |

| 1856  | 1861  | 1866  | 1872  | 1876  | 1881 | 1886 | 1891 | 1896 |
| ----- | ----- | ----- | ----- | ----- | ---- | ---- | ---- | ---- |
| 1 088 | 1 160 | 1 135 | 1 007 | 1 028 | 950  | 945  | 927  | 856  |

| 1901 | 1906 | 1911 | 1921 | 1926 | 1931 | 1936 | 1946 | 1954 |
| ---- | ---- | ---- | ---- | ---- | ---- | ---- | ---- | ---- |
| 776  | 725  | 681  | 650  | 633  | 617  | 606  | 527  | 557  |

| 1962 | 1968 | 1975 | 1982 | 1990 | 1999 | 2006 | 2011 | 2016 |
| ---- | ---- | ---- | ---- | ---- | ---- | ---- | ---- | ---- |
| 545  | 517  | 490  | 466  | 460  | 485  | 489  | 537  | 506  |

| 2021 | 2022 | - | - | - | - | - | - | - |
| ---- | ---- | - | - | - | - | - | - | - |
| 493  | 496  | - | - | - | - | - | - | - |

### Enseignement
Les communes de Bouquemaison, Lucheux, Humbercourt et Grouches-Luchuel gèrent l'enseignement primaire au sein d'un regroupement pédagogique intercommunal.
L'école maternelle locale compte 26 élèves pour l'année  scolaire 2016-2017.
L'école dépend de l'académie d'Amiens ; elle est placée en zone B pour les vacances scolaires.

### Culture
La commune dispose en 2020 d'une bibliothèque municipale animée par des bénévoles et membre du réseau de bibliothèques de l'intercommunalité.

## Économie
Le village dispose d'un distributeur automatiques de baguettes, à la suite de la fermeture en 2020 de la boulangerie locale.

## Culture locale et patrimoine

### Lieux et monuments
- Église Saint-Pierre du XVIe siècle.
- Chapelle de la Vierge, de style picard, bâtie vers 1900 par la famille Carpentier[31].

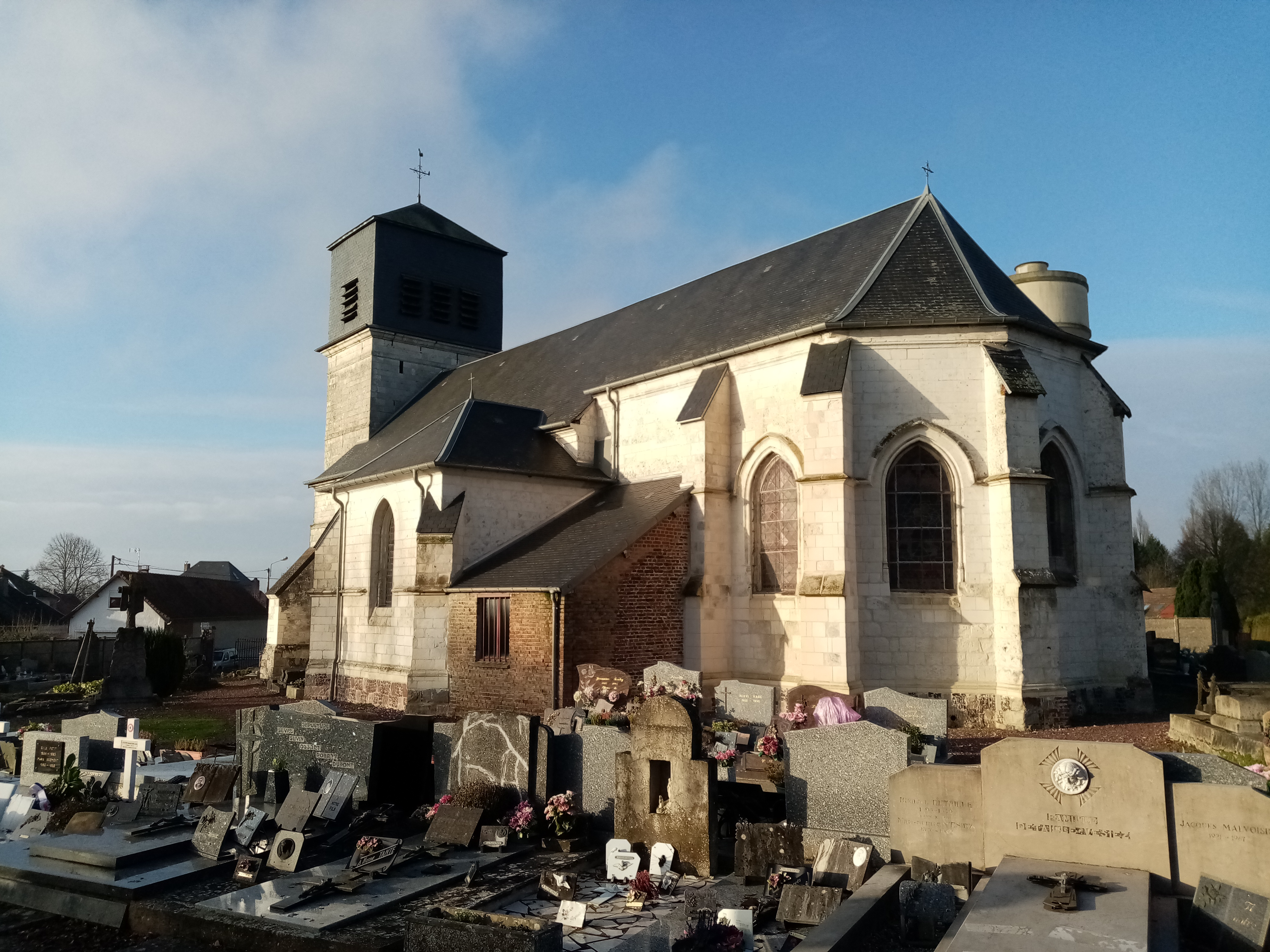
L'église Saint-Pierre.
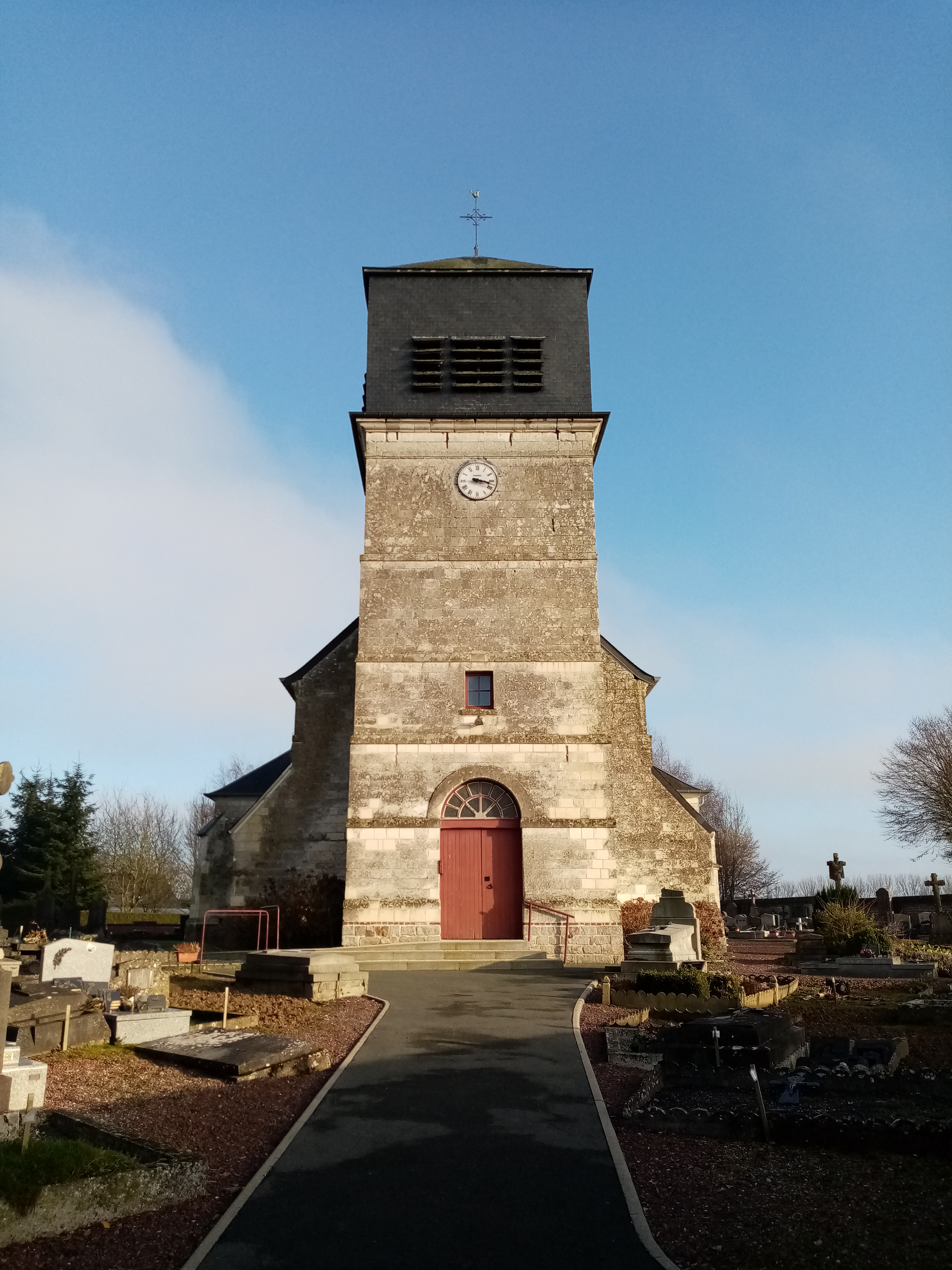
Le clocher.
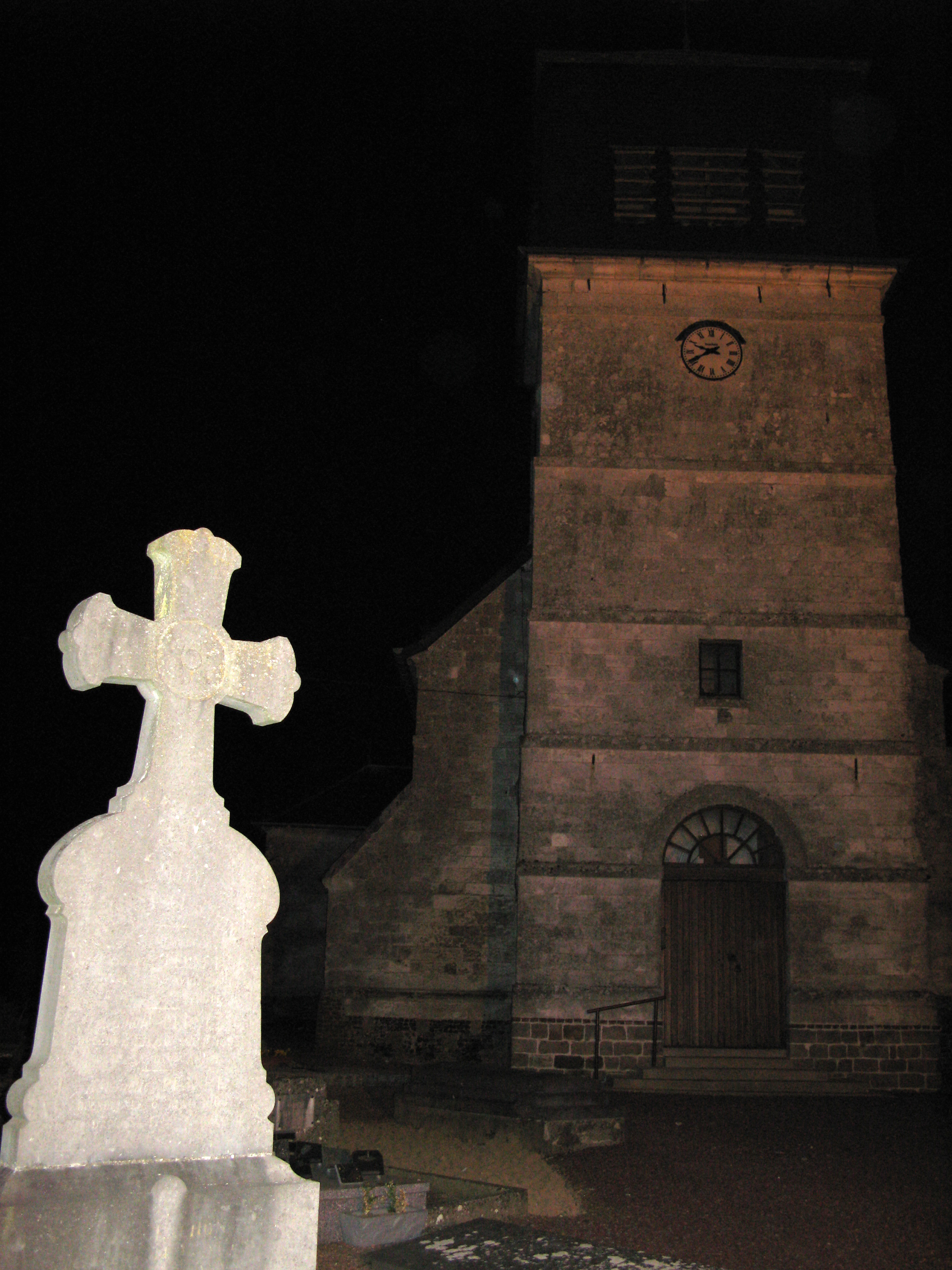
L'église est au milieu du cimetière.
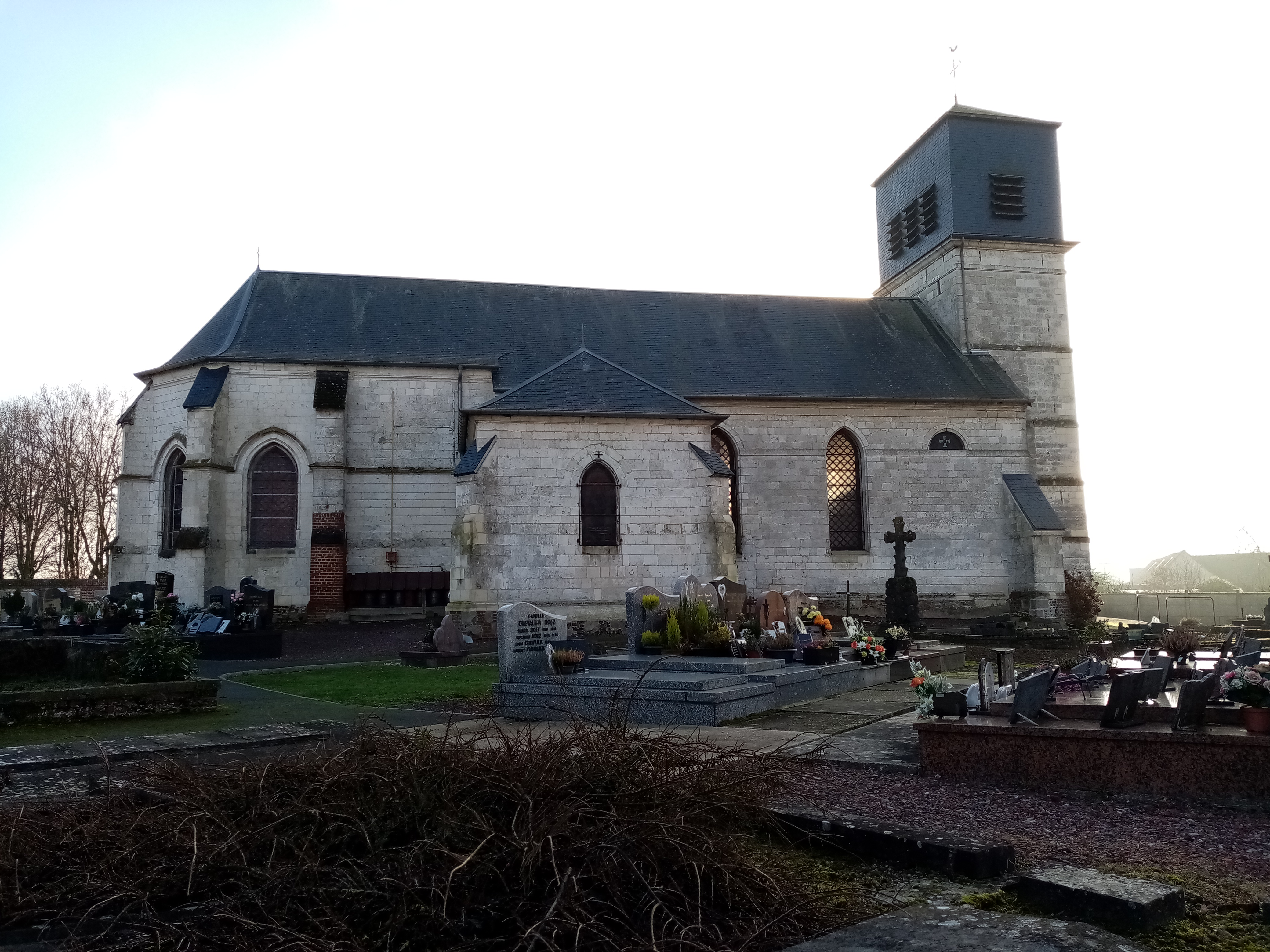
Façade nord.
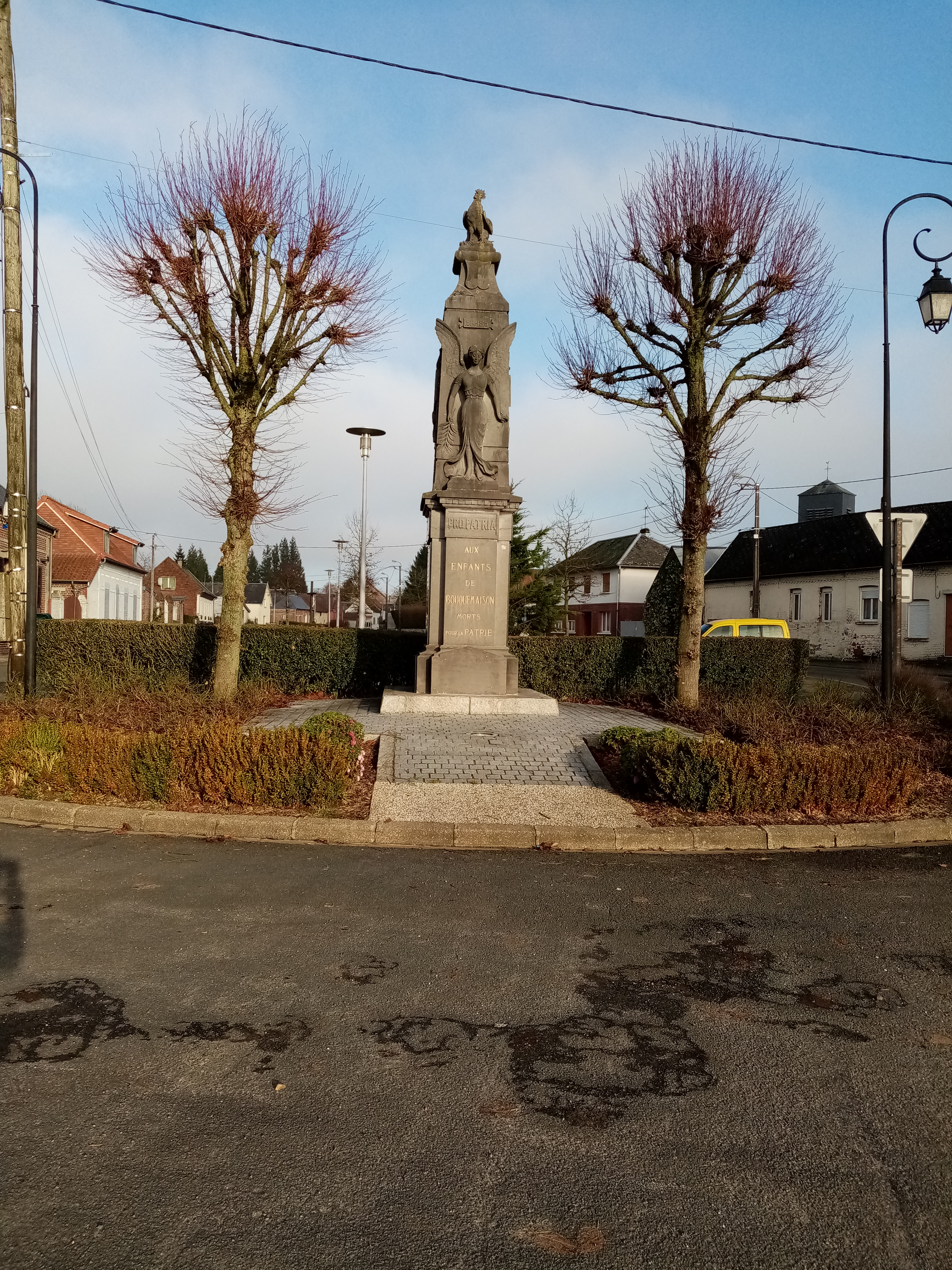
Le monument aux morts.
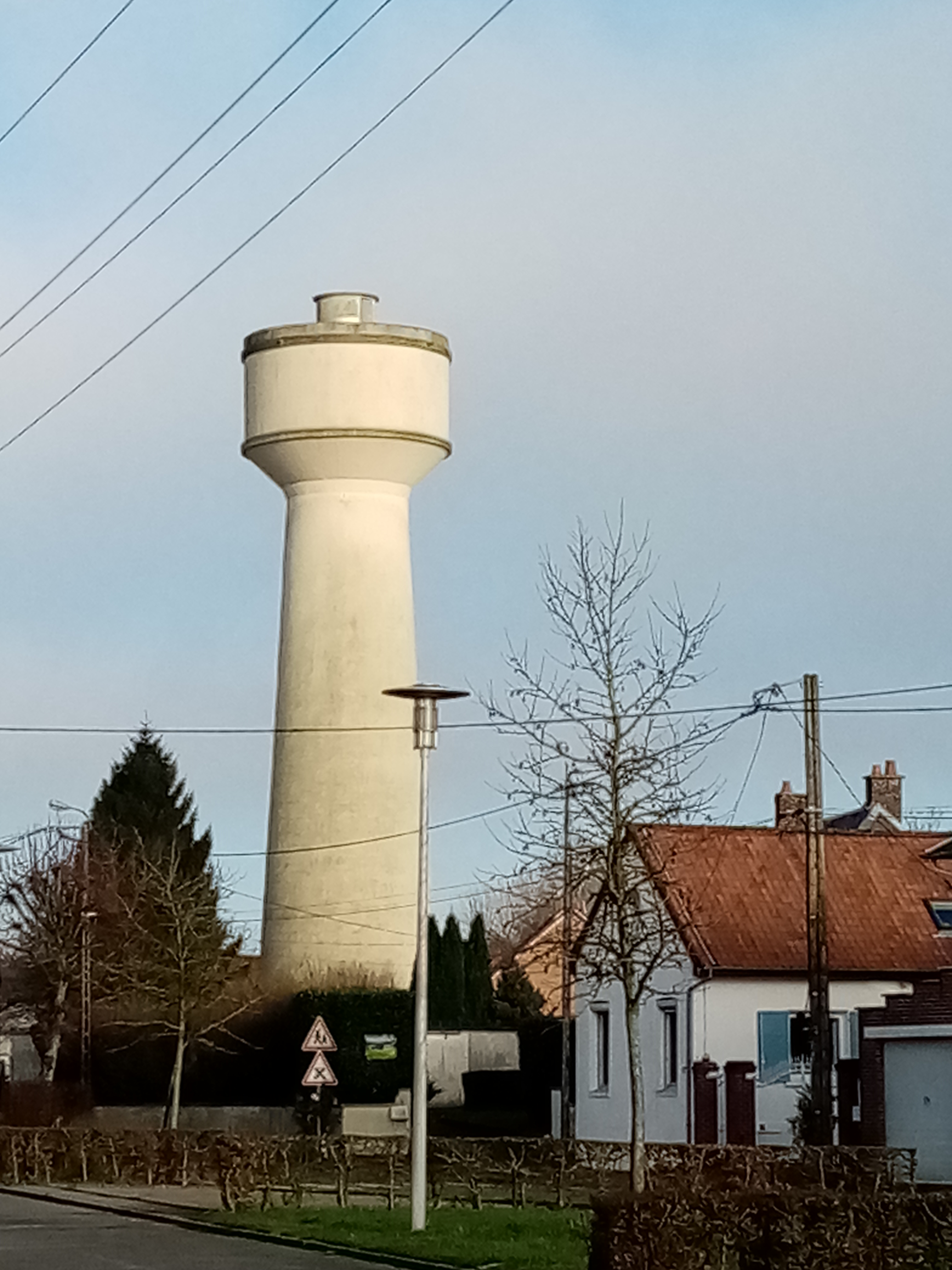
Le château d'eau.